# Zerowy kilometr (Budapeszt)
Zerowy kilometr (węg. „0” kilométerkő) – budapeszteński pomnik symbolizujący punkt początkowy głównych dróg rozpoczynających się w Budapeszcie. Dzieło rzeźbiarza Miklósa Borsosa odsłonięto w 1975 r. Przedstawia cyfrę „0” stojącą na 80 centymetrowej podstawie i jest wykonane z wapienia. Całkowita wysokość to 3 m. Na podstawie są tylko dwie litery „KM”, jako skrót kilometra. Od tego punktu odliczane są kilometry głównych dróg na Węgrzech o jednocyfrowym oznaczeniu (oprócz drogi krajowej nr 1 rozpoczynającej się na BAH-csomópont i rozpoczynającej się w Székesfehérvárze drogi krajowej nr 8). Oprócz tego stąd odlicza się kilometry trzech dróg o dwucyfrowym oznaczeniu: drogi krajowej nr 10, drogi krajowej nr 11 i drogi krajowej nr 31.

## Historia

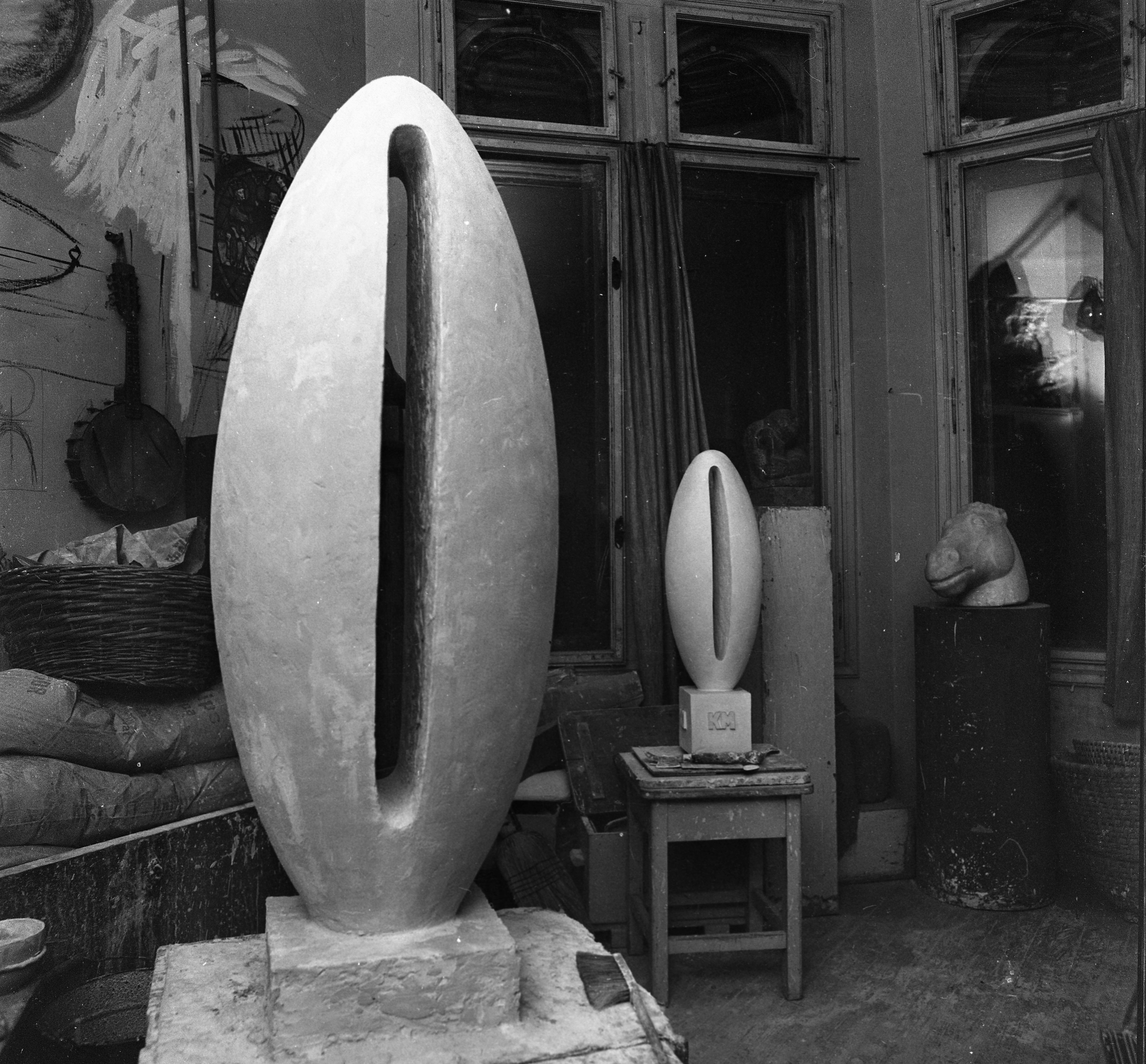
Rzeźba w pracowni Miklósa Borsosa

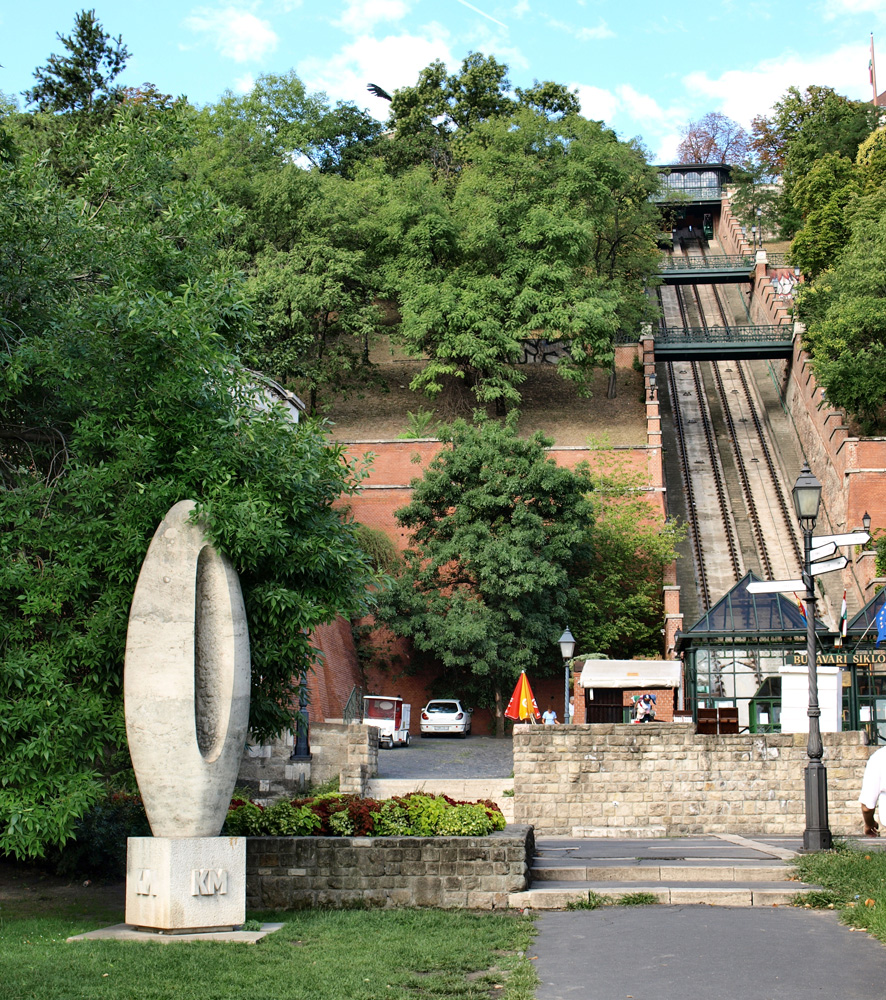
Pomnik zerowego kilometra na budapeszteńskim placu Adama Clarka, przed dolnym przystankiem kolejki na wzgórze zamkowe

Symboliczny punkt początkowy węgierskiej sieci drogowej znajdował się pierwotnie na progu Pałacu Królewskiego, skąd w czasie budowy Mostu Łańcuchowego przeniesiono go na obecne miejsce. Pierwotny pomnik nie zachował się. Na początku XX wieku Pál Festetics, działacz gospodarczy i polityczny, podniósł kwestię punktu początkowego sieci transportowej, którą podjął i wdrożył węgierski automobilklub (Hungária Automobil Club). Od 1932 r. na chodniku przed budynkiem Ministerstwa Handlu (do którego należały też kwestie transportu) stanął marmurowy pomnik autorstwa Jenő Körmendiego-Frima przedstawiający Madonnę (Patrona Hungariae). Na jego cokole były płaskorzeźby postaci pieszego, woźnicy i kierowcy. W czasie II wojny światowej pomnik został zniszczony. W 1953 r. na miejscu obecnego pomnika umieszczono rzeźbę przedstawiającą robotnika z kołem samochodowym, której autorem był László Molnár. W 1974 r. przeniesiono go na przystanek kolejowy Rákoshegy w dzielnicy Budapesztu Rákosmente.
Obecny pomnik odsłonięto 4 kwietnia 1975 r. na placu Adama Clarka w parku przed kolejką na wzgórze zamkowe. 
W 2011 r. artysta András Csüllög nakręcił półtoraminutowy film, na potrzeby którego wykonał ze styropianu instalację „ZERO”, czyli kopię obecnego pomnika, którą przeniósł w stronę Mostu Łańcuchowego. Miało to przedstawiać, co się stanie, gdy „środek kraju” zostanie przeniesiony w inne miejsce. Instalację prezentowano oprócz tego w wielu innych miejscach i na wielu wystawach.